# Стурдза (рід)

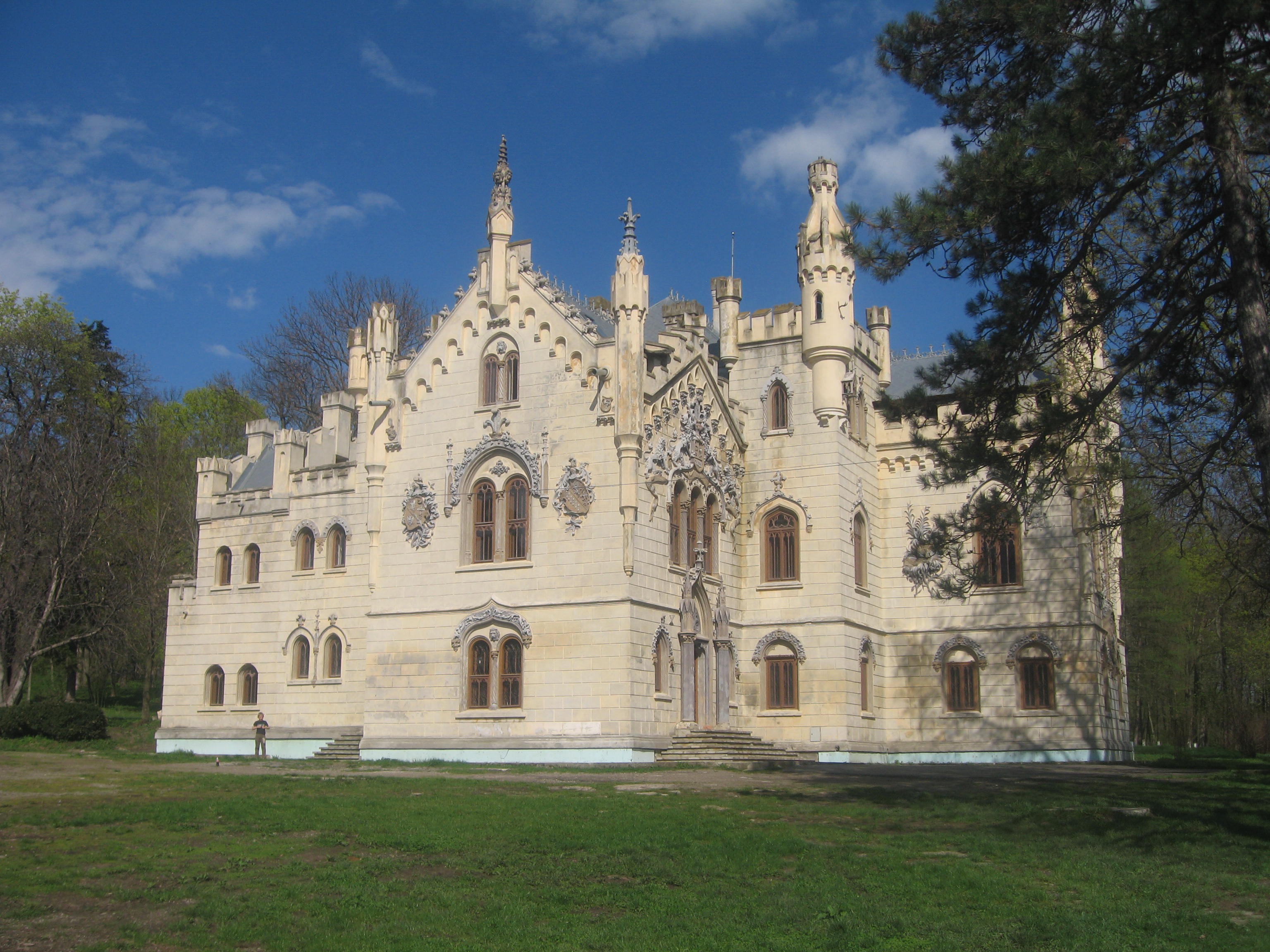
Замок Стурдза під Яссами (кінець ХІХ століття)

Сту́рдза ( Sturdza ) — древній дворянський і князівський рід, походження якого можна простежити до 1540-х років і члени якого відіграли важливу політичну роль в історії Молдови , Росії та пізніше Румунії.

## Історія роду
Ведуть своє походження від воєводи трансільванського Івана Турзо, який жив у 1-й половині XIV століття. Дмитро Стурдза логофет, одружений з князівною Роксаною Ґіка, дочкою господаря Григорія Гіка.
Родоначальником дворянського роду боярин і великий ворник Молдавського князівства Ілля Стурдза, зведений з потомством у дворянську гідність грамотою трансільванського князя Михая I Апафі ( 29 лютого 1679).
Стурдза Скарлат Дмитрович, за прихильність до Росії, мав після Яського світу (1791) залишити вітчизну і переселитися із сімейством до Росії. Сандо Стурдза, вестиар, одружений з княжною Катериною Мурузі, донькою господаря Костянтина Мурузі. Іоніце Санду Стурдза, господар молдавський (1823-1828), нащадки його носять титул князів та княжон. Княжна Олена, одружена з князем Григорієм Гіка, гетьманом, згодом господарем молдавським.

## Гагаріни-Стурдза
Імператор Микола I, указом (31 березня 1848) дозволив Олександру Стурдзе заснувати заповідний маєток для того, щоб онуку його князю Григорію Гагаріну і нащадкам його іменуватися князями Гагаріними-Стурдзами і прийняти об'єднаний герб обох прізвищ. Означений князь Григорій Гагарін - син князя Євгена Григоровича і княжни Марії Олександрівни Стурдза, володарки майорату Мансира в Бессарабії (Герб. Частина ХІ. № 4)  .

## Представники роду
- Василе Стурдза (1810-1870) - молдавський політичний діяч, юрист.
- Стурдза Скарлат Дмитрович (1750-1816) - молдавський боярин, перший громадянський губернатор Бессарабської області, дійсний статський радник російської служби, власник маєтку Манзир, одружений з дочкою господаря Костянтина Мурузі .
  - Стурдза, Роксандра Скарлатівна - його дочка, подруга імператриці Єлизавети Олексіївни, дружина дипломата А. До. Едлінга.
  - Стурдза Олександр Скарлатович (1791-1854) - брат попередньої, російський дипломат, автор книг французькою мовою.
    - Стурдза Марія Олександрівна – дочка попереднього, відома одеська красуня, дружина князя Є. р. Гагаріна. Їхні нащадки носили подвійне прізвище Гагаріни-Стурдза (з князівським титулом).
    - Микола Олександрович Стурдза пом. 1832
      - Пульхерія Миколаївна Стурдза (Кешко)
        - Наталія Обренович, до шлюбу Кешко[en], дружина короля Сербії Мілана I, принцеса-чоловіка Сербії з 1875 до 1882, королева-дружина Сербії з 1882 до 1889, королева-мати Сербії з 1889 до 1903.
- Михаїл Стурдза (1794-1884) - племінник Скарлата, господар Молдови (1834-1849).
- Іоніце Санду Стурдза - господар Молдови (1822-1828).
- Димітріе Стурдза (1833-1914) - президент Румунської академії наук, голова Націонал-ліберальної партії .
- Михаїл Р. Стурдза (1886-1980) - міністр закордонних справ Румунії (вересень 1940 - січень 1941).
- Стурдза-Буландра, Лючія (1873-1961) - румунська акторка, театральна діячка, народна артистка СРР.